# Stroukoff YC-134
O Stroukoff YC-134, projetado em 1956, foi largamente baseado no Fairchild C-123. As forças armadas dos Estados Unidos haviam contratado a Stroukoff Aircraft para desenvolver uma versão melhorada da aeronave, combinando características que a companhia havia desenvolvido para o YC-123D e YC-123E.

## História

### O trabalho de Stroukoff com o C-123
Em 1956, Stroukoff já havia ganho experiência suficiente trabalhando no C-123 Provider, tendo concluído dois contratos baseados nesta aeronave.
Seu YC-123D havia introduzido um sistema de controle da camada limite (em inglês:  Boundary Layer Control (BLC)) ao C-123B. Este sistema forçava ar pressurizado sobre o extradorso da asa, fazendo com que a asa trabalhasse como se estivesse a uma velocidade muito maior. Isto aumentou significativamente o desempenho de decolagem e pouso, capacidade de carga e reduziu a velocidade de estol do C-123.

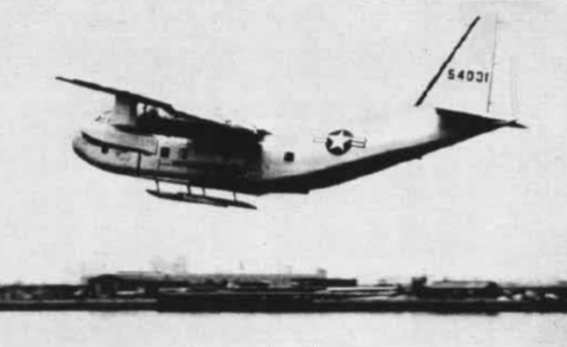
YC-123E com trem de pouso "pantobase"

O YC-123E recebeu outro experimento, aumentando a habilidade do C-123 operar onde fosse necessário, introduzindo o sistema de Stroukoff denominado Pantobase: dois esquis de alta resistência eram instalados sob a fuselagem além de flutuadores nas pontas da asa. Isto permitiu que o YC-123E operasse a partir de pistas na água, gelo e neve, incorporando também o sistema BLC do anterior YC-123D, podendo esta nova aeronave operar de praticamente qualquer superfície disponível, em distâncias ainda menores.

### O YC-134
O produto de um contrato com a Força Aérea dos Estados Unidos em 1956, um único C-123B do bloco de produção -CN (serial 52-1627) foi modificado pela Stroukoff Aircraft para se tornar o YC-134. Esta aeronave foi largamente modificada com as seguintes novas características:
- Novos motores: O YC-134 foi equipado com dois motores radiais Wright Turbo Compound R3350-89A de 3 500 hp (2 610 kW), girando duas hélices com quatro pás de 13 ft (396 cm) de velocidade constante com embandeiramento.
- Superfícies de controle melhoradas: Os estabilizadores horizontais do YC-134 receberam placas para melhor estabilidade direcional.
- Trem de pouso melhorado: Enquanto que o trem de pouso do nariz do C-123B foi mantido, ambos trens de pouso principais receberam uma terceira roda para melhorar na distribuição de peso.
- O combustível não ficava mais alojado na parte posterior das naceles dos motores. Foi adicionado um tanque de combustível no centro da asa. Além disso, dois pilones podiam receber tanques ejetáveis.
- BLC e Pantobase: O YC-134 foi equipado com os sistemas BLC e trem de pouso "pantobase".

Estas características foram convertidas em um ganho de peso vazio sobre o C-123B de 31 058 lb (14 100 kg) para 37 965 lb (17 200 kg), e um aumento no peso máximo de decolagem de 60 000 lb (27 200 kg) para 74 700 lb (33 900 kg). A velocidade de cruzeiro da aeronave era de 219 mph (352 km/h), comparado aos 190 mph (306 km/h) do C-123B, conferindo ao YC-134 um alcance de 1 600 mi (2 570 km) com uma carga de 24 000 lb (10 900 kg). O BLC permitiu ao YC-134 decolar em 750 ft (229 m) contra 1 850 ft (0 m) do C-123B, muito similar ao YC-123D. Entretanto, a Força Aérea dos Estados Unidos entendeu que o YC-134 não teve melhoras substanciais sobre o C-123 nem tinha a necessidade de uma aeronave de transporte anfíbia a pistão, decidindo posteriormente por adquirir o Lockheed C-130 Hercules.